# Slijk-Ewijk
Pour les articles homonymes, voir Ewijk.
Slijk-Ewijk est un village situé dans la commune néerlandaise d'Overbetuwe, dans la province de Gueldre. Le 1er janvier 2008, le village comptait 441 habitants.